# Centre Général-Gérard
Le centre Général-Gérard est une ancienne ferme (connue jadis sous le nom de ferme Frennet) transformée en musée napoléonien, sur le site de la bataille de Ligny, dernière victoire de Napoléon, deux jours avant sa défaite à la bataille de Waterloo.
Outre le musée, la ferme héberge également le syndicat d'initiative et de tourisme de Ligny et accueille régulièrement un bivouac napoléonien.
Ce musée porte le nom du général d'Empire Étienne Maurice Gérard qui a participé à la bataille de Ligny.

## Localisation
Le centre Général-Gérard se situe sur le territoire de Ligny, section de la commune belge de Sombreffe dans la province de Namur.
Il se dresse au no 23 de la rue Pont Piraux, à l'est du village de Ligny.

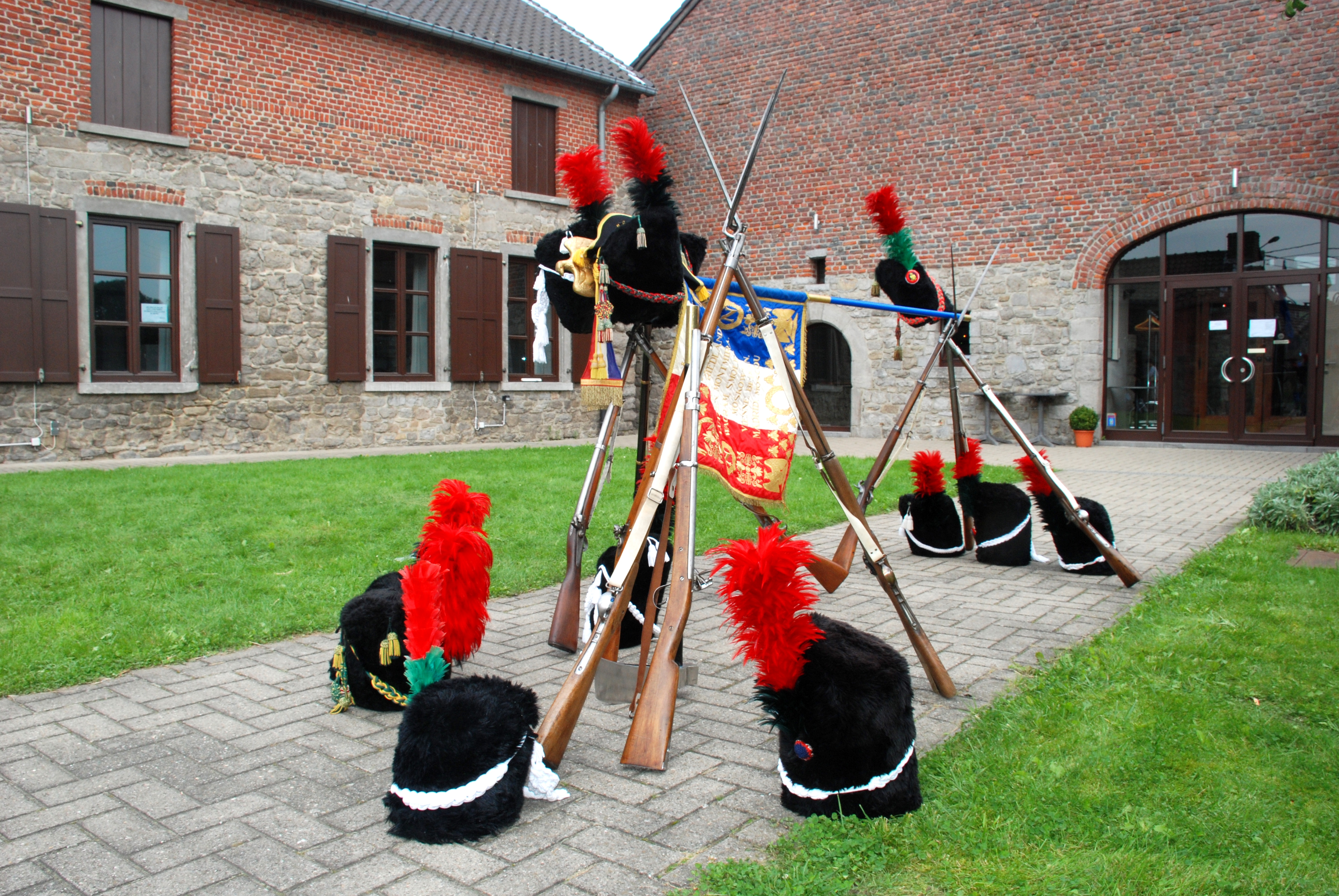
Faisceau d'armes du 1er régiment de la Garde Impériale dans la cour du centre.

## Historique
Le centre est une petite ferme dont le corps de logis a été construit au XIXe siècle en maintenant des pans de murs en moellons de la façade arrière d'une maison du XVIIe siècle.
Si rien ne permet d'établir avec certitude que la ferme a été endommagée lors de la bataille de Ligny le 16 juin 1815, il est par contre plausible que sa grange ait été réquisitionnée pour abriter des blessés.
La ferme fut vendue au syndicat d'initiative de Ligny en novembre 1976,.
Les façades et les toitures de l'ancienne ferme Frennet font l'objet d'un classement au titre des monuments historiques depuis le 7 novembre 1978.

## Bivouac napoléonien

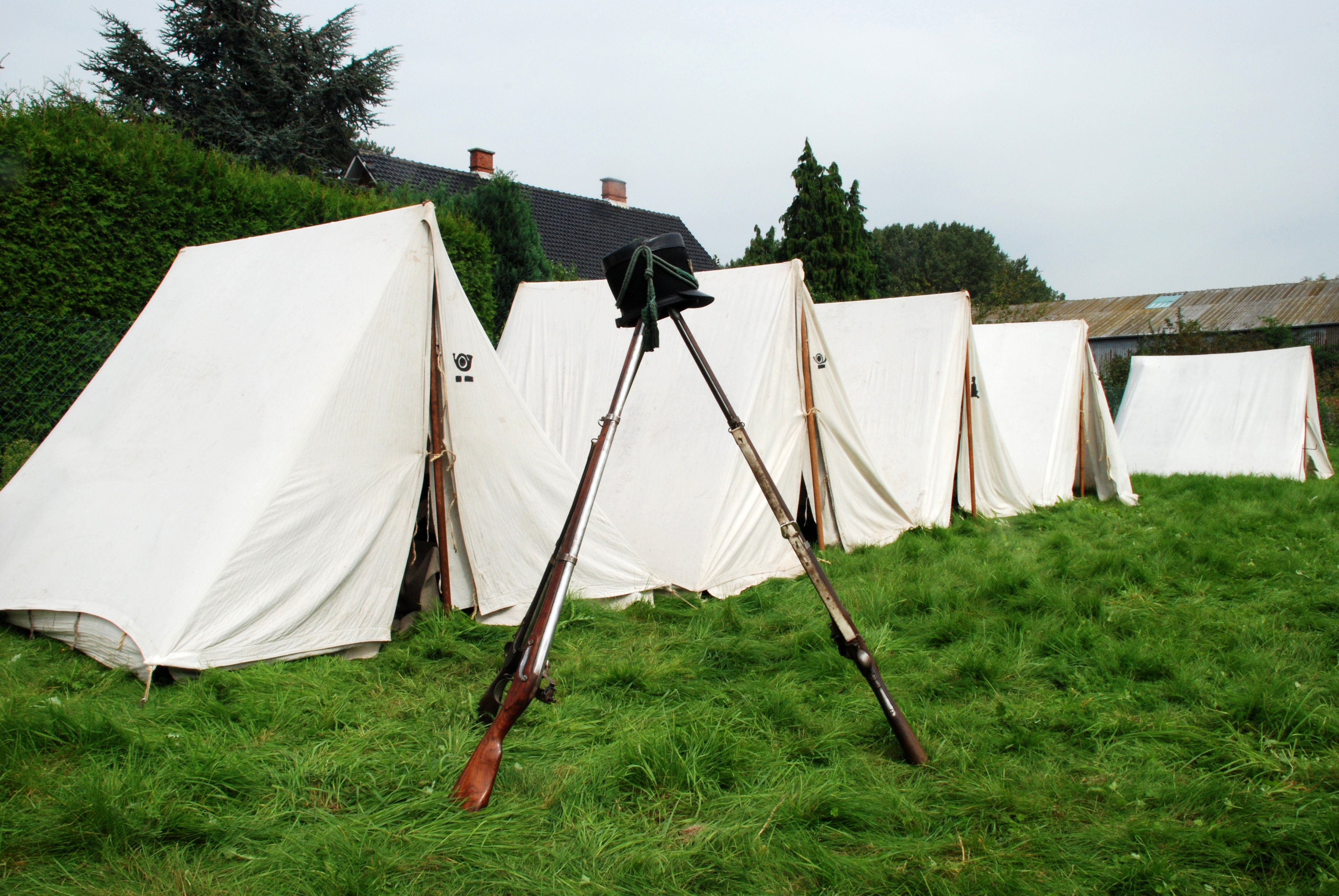
Bivouac du 1er régiment de la Garde impériale.